# Ewelina Mikołajewska
Ewelina Mikołajewska est une joueuse de volley-ball polonaise née le 20 juin 1992 à Malbork. Elle mesure 1,82 m et joue au poste de réceptionneuse-attaquante. Elle totalise 14 sélections en équipe de Pologne.

## Clubs
| Club                     | De        | À         |
| ------------------------ | --------- | --------- |
| UKS Orzeł Malbork        |           | 2006-2007 |
| SMS PZPS Sosnowiec       | 2007-2008 | 2009-2010 |
| TPS Rumia                | 2010-2011 | 2010-2011 |
| Budowlani Łódź           | 2011-2012 | 2012-2013 |
| Karpaty Krosno           | 2013-2014 | 2015-2016 |
| LTS Legionovia Legionowo | 2016-2017 | 2017-2018 |
| Wisła Varsovie           | 2018-2019 | …         |